# Тарса (Алба)
Тарса (рум. Târsa) насеље је у Румунији у округу Алба у општини Аврам Јанку. Oпштина се налази на надморској висини од 799 m.

## Становништво
Према подацима из 2002. године у насељу је живело 333 становника.

### Попис2002.
| Расподела становништва по националности 2002.‍ | Расподела становништва по националности 2002.‍ | Расподела становништва по националности 2002.‍ | Расподела становништва по националности 2002.‍ | Расподела становништва по националности 2002.‍ |
| --------------------------------------------- | --------------------------------------------- | --------------------------------------------- | --------------------------------------------- | --------------------------------------------- |
|                                               |                                               |                                               |                                               |                                               |
| Румуни                                        | Румуни                                        |                                               | 243                                           | 73,0%                                         |
| Роми                                          | Роми                                          |                                               | 90                                            | 27,0%                                         |